# Guitar Hero: Aerosmith
Guitar Hero: Aerosmith és un videojoc musical desenvolupat per Neversoft i distribuït per Activision que forma part de la saga Guitar Hero. El joc va ser llançat per les consoles Xbox 360 i PlayStation 3, juntament amb les versions Wii desenvolupada per Vicarious Visions, PlayStation 2 per Budcat Creations i les versions per PC i Mac d'Aspyr Media. Va sortir a la venda el 26 de juny de 2008 a Europa, el 29 de juny a Amèrica del Nord i el 6 d'agost a Austràlia. Igual que els altres títols de la saga, el joc també es ven amb un controlador en forma de guitarra però aquesta té un disseny especial.
El joc es considera una expansió del Guitar Hero III: Legends of Rock, tercer títol de la saga, i n'és el primer en què tot el repertori de cançons està dedicat exclusivament a un grup de rock, concretament al grup Aerosmith. Tot i això, només un 60% de les cançons són originals del grup, la resta són d'altres grups que han rebut les seves influències o que han estat descoberts per ells.
El mode carrera individual permet al jugador seguir la història del grup Aerosmith per diferents escenaris inspirats en els reals on van tocar i algunes entrevistes velles dels seus membres. La banda va regravar quatre cançons específicament pel joc i va participar en les captures de moviment, ja que els seus membres apareixen representats en el joc.

## Història
L'argument del joc segueix la banda per diferents períodes de la seva història, començant pel seu primer concert a l'institut Mendon Nipmuc Regional High School de l'any 1970 i finalitzant a l'espectacle intermedi de la XXXV Super Bowl de l'any 2001. També s'inclou la seva entrada al museu Rock and Roll Hall of Fame el 19 de març de 2001. L'usuari representa el guitarrista principal del grup, Joe Perry, i eventualment pot utilitzar Brad Whitford i Tom Hamilton quan siguin desbloquejats. En cap moment es comenten les disputes internes de la banda sinó que se centra en els aspectes positius de la seva història. En una entrevista, Perry va comentar que havia estat un honor i una gran experiència pel grup haver participat en el desenvolupament del videojoc, ja que els van permetre introduir algunes idees al joc perquè els fans puguin interaccionar amb la seva música i aprendre sobre la seva història.

## Desenvolupament
La revista Billboard va anunciar que la banda de música Aerosmith estava treballant estretament amb els desenvolupadors de Guitar Hero IV, el qual estaria dedicat a aquest grup de música. A finals del 2007, es va confirmar el títol de Guitar Hero World Tour però sense aclarir si es tractava del nou títol de la saga o una simple expansió de l'anterior. Finalment, el 15 de febrer de 2008, Activision va anunciar el llançament per a l'estiu d'un nou joc anomenat Guitar Hero: Aerosmith com una expansió del Guitar Hero III: Legends of Rock, de manera que els desenvolupadors de les versions per cada consola serien els mateixos.
La idea de crear una versió del joc al grup Aerosmith va aparèixer durant el desenvolupament del Guitar Hero III. Originàriament, una versió sobre la cançó "Same Old Song and Dance" estava present en el joc, però els desenvolupadors van notar que la gravació era massa pobre. Així doncs, van contactar amb Joe Perry per aconseguir la gravació original de la cançó, però gràcies a les bones relacions entre el guitarrista i els responsables de Neversoft, va aparèixer un interès mutu per realitzar aquest videojoc. Per un costat, Aerosmith estava interessada a promocionar la seva música i Neversoft considerava la banda com una de les més importants de la història del rock. Com a conseqüència, Aerosmith va autoritzar l'exclusivitat de les seves cançons a la saga Guitar Hero durant molt temps, i així, Neversoft prevenia el seu ús per part d'altres jocs d'aquest gènere com ara el Rock Band.
De la mateixa manera que els guitarristes Slash, Tom Morello i Bret Michaels en el Guitar Hero III: Legends of Rock, tots els components de la banda van participar en les captures de moviment per recrear els moviments digitalment al joc. Altres artistes invitats van ser inclosos en el joc com per exemple Run-DMC, The Kinks o Lenny Kravitz.
Tot i que Aerosmith va proveir moltes de les gravacions originals de les seves cançons durant el desenvolupament, van decidir regravar quatre cançons especialment pel joc del seu primer àlbum: "Make it", "Movin' Out", "Dream On" i "Mama Kin". Per tal de millorar la interacció del joc, Joe Perry va regravar la guitarra principal de diverses cançons i Steven Tyler també va aprofitar per regravar algunes veus.
El desenvolupament del joc està basat en la mecànica del Guitar Hero III: Legends of Rock i s'han aplicat algunes millores com per exemple: s'han suavitzat els hammer-ons i els pull-offs, s'han afegit nous escenaris, s'han redissenyat els menús i les interfícies, i també s'han tornat a avaluar els nivells dificultat, ja que alguns jugadors havien indicat que hi havia alguns punts massa complicats. Per altra banda, tots els modes de joc excepte la carrera cooperativa. Alguns dels nous escenaris són recreacions de diversos escenaris històrics com el club nocturn "Max's Kansas City" de Nova York. També s'han aprofitat les caràtules dels àlbums Pump, Toys in the Attic, Just Push Play, Get Your Wings i Nine Lives per inspirar la decoració d'alguns espais.
Durant la conferència de premsa d'Activision a la E3 Convention del 2008, es va anunciar que ja s'havia solucionat la llarga disputa entre Activision i Electronic Arts sobre l'ús del controlador en forma de guitarra. D'aquesta manera, tots els instruments serien compatibles entre el Guitar Hero i el Rock Band. El controlador de guitarra de la versió per Playstation 3 del Rock Band és compatible amb la versió del Guitar Hero: Aerosmith per PlayStation 2.

### Promoció
Activision va llançar la cançó "Dream On" d'Aerosmith a Xbox Live Marketplace i PlayStation Store el dia 16 de febrer de 2008 com a cançó descarregable gratuïta pel Guitar Hero III: Legends of Rock. Els integrants del grup van participar en una petita preestrena al Hard Rock Cafe de Nova York el 27 de juny de 2008 per tal de contestar preguntes i provar el videojoc. Un altre acte va ser que el pilot Dario Franchitti va córrer la cursa del dia 29 de juny de 2008 del campionat NASCAR amb el cotxe pintat expressament per celebrar el llançament del videojoc.

## Jugabilitat
El sistema de joc està basat en el Guitar Hero III: Legends of Rock, de manera que els jugadors han d'utilitzar el controlador en forma de guitarra per tocar els botons de trast juntament amb la barra de "rascar" fent-los coincidir amb les notes que apareixen per pantalla. La qualitat de l'actuació es determina mitjançant un Rock Meter que mesura la quantitat de notes ben tocades. La guitarra també disposa d'una palanca de vibració per tocar notes sostingudes i aconseguir més punts en moments determinats. Al final de la cançó es valora el nivell de l'actuació amb un nombre d'estrelles a partir del percentatge de notes ben tocades, i també es pot comprovar les estadístiques. En el mode carrera individual també es remunera l'actuació per així poder comprar a la botiga virtual del joc. Es disposa de quatre nivells dificultat (fàcil, mig, difícil i expert) que es diferencien per la quantitat de notes i la quantitat de botons de trast a utilitzar.
El joc ofereix diversos modes de joc: pràctica, carrera individual, cooperatiu, competitiu, duel. El principal és el mode carrera individual, on s'ha de tocar una llista de cançons dividides en etapes de cinc o sis basades en períodes de la història d'Aerosmith. A més, cada etapa o escenari conté cançons que no són pròpies d'Aerosmith i altres cançons extres quan aquest és completat. Aquest mode conté un duel contra el guitarrista principal de la banda, Joe Perry.

## Banda sonora
La banda sonora del Guitar Hero: Aerosmith consisteix en un repertori de 41 cançons distribuïdes en 30 pel mode carrera i 11 més que cal desbloquejar progressivament. De les cançons incloses, 29 són originals d'Aerosmith i les altres 12 són d'altres bandes que han inspirat o han tocat juntament amb el grup en el passat. La majoria de cançons són gravacions originals incloent algunes que han estat regravades específicament pel joc. Només quatre cançons són versions, dues realitzades per Wavegroup Sound i les altres dues per Steve Ouimette.

## Recepció
El videojoc ha rebut crítiques molt diferenciades dels mitjans especialitzats. Les crítiques positives han valorat l'aparició dels membres del grup en el joc gràcies a les captures de moviment i que la corba d'aprenentatge és més suau per facilitar el joc als usuaris ocasionals. Per altra banda, les valoracions negatives fan referència al fet que no s'han inclòs els èxits més coneguts de la banda a la banda sonora, que la dificultat del joc és clarament inferior i que és excessivament curt.
Guitar Hero: Aerosmith va vendre més de 560.000 exemplars durant la primera setmana. Tres mesos després del seu llançament, s'ha arribat a uns guanys de 50 milions de dòlars en vendes i Aerosmith ha vist incrementar les vendes del seu catàleg en un 40%. Segons va desvelar Activision, Aerosmith va guanyar més diners amb els royalties del videojoc que amb qualsevol dels discs publicats fins al moment.